# Franck Olivier Tchakounte
Franck Olivier Tchakounté est un entrepreneur camerounais né à Yaoundé.

## Biographie

### Enfance et études
Franck Olivier Tchakounté est un entrepreneur camerounais né à Oyomabang dans l’arrondissement de Yaoundé VII. Né d'un père opérateur économique et d'une mère entrepreneur. Franck Olivier Tchakounte a grandi avec trois frères et deux sœurs.
Les premiers pas de Franck Olivier Tchakounté dans l'éducation le mènent au complexe scolaire bilingue Horizon à Akwa dans le premier arrondissement de la ville de Douala, puis à Bonaberi où il obtiendra un General Certificate Of Education en 2015. Après ses classes préparatoires, il rejoint la région Sud-Ouest du Cameroun pour poursuivre son odyssée académique. Il s'inscrit donc à l’Institut Universitaire Catholique de Buea où il obtient un Bachelor Degree en Agriculture en 2020.

### Carrière
Dès 2015 après son Baccalauréat, Franck Olivier Tchakounté étant un étudiant à l'Institut Universitaire Catholique de Buea decide de se lancer dans le business du street wear et du media digital. Il convaincra son épouse et un groupe de jeunes investisseurs, Et ensemble, ils créeront un label dénommé Invasion Cameroun. Ce label donne ensuite naissance à plusieurs projets tels que Invasion Wears, l'organisation du defile de mode Miss Invasion 2018, Invasion Music Entertainment, Invasion Promote et d’une association caritative au nom d’Invasion Charity Movement.
En 2019, Franck Olivier Tchakounté est sollicité comme responsable de la logistique par la société Jet & BM. Poste qu'il accepte, l'idée étant d'accroître et affirmer son expérience et ses compétences. La même année, il est nommé responsable de projets des activités liées à l’agriculture et au développement durable chez Kenzo & Co Sarl, une filiale du groupe Jet Investment au Cameroun.  
Parallèle, il lance avec des amis proches la boite Ets Youpartner Group qui gagnera en notoriété dans les rues de Douala. Ils se chargent de la gestion de plusieurs projets de marketing pour des entreprises Camerounaise et la conception de nombreux plans de communication et gestions de vente de billet pour plusieurs concerts et évènements organisés dans les villes de Douala et à Buea. En 2020, il signe un partenariat avec la société SIMC sarl pour la distribution et la commercialisation des condiments Spicy dans la ville de Douala.   
En 2021, Franck Olivier Tchakounté est nommé au poste de Directeur Commercial et Production site Manager chez Giccopacam S.A, une autre filiale de la holding Jet Investment au Cameroun. Promouvoir l’occupation du territoire national en implantant de nouvelles représentations dans chaque zone productrice en café tout en déployant un leadership inspirant et en mettant en place des stratégies innovantes dans le but de rehausser la quantité et la qualité des produits café et cacao acheter par son entreprise tel est le but de cette nomination. Et sous sa houlette, la Giccopacam S.A s'affirme comme un leader dans son secteur, contribuant ainsi a un plus vis a vis de la création d'emploi et à l'essor de l'économie camerounaise.  
Depuis Janvier 2024, Franck Olivier Tchakounté est le Directeur Général de la société anonyme JET INDUSTRY au Cameroun. Cette société est classée parmi les usines de torréfaction de café les plus modernes et plus grandes de l'Afrique Centrale. 
Du 7 au 10 février 2024 Franck Olivier Tchakounté a pris part à la 20ème conférence et exposition des cafés fins d’Afrique et la première semaine africaine du Café à Addis Abeba,.